# سیارک ۱۳۰۴۹
سیارک ۱۳۰۴۹ (به انگلیسی: 13049 Butov، نامگذاری:1990RF17) سیزده هزار و چهل و نهمین سیارک کشف شده‌است که در ۱۵ سپتامبر ۱۹۹۰ کشف شد.
قدر مطلق سیارک برابر ۲۹.۵ است.